# Wim Claessen
Wim Claessen (Heerlen, 22 augustus 1942) is een voormalig bestuurder, organisator en producent in de culturele sector. Hij werkte onder andere bij Stedelijk Bureau Jeugd in Den Bosch en was actief bij Pinkpop en Theaterfestival Boulevard.

## Carrière
In de jaren 60 was Claessen betrokken bij de Stichting Centrum voor Jeugdservice in Heerlen. Hij werkte onder andere mee aan het magazine Essejeetje, dat voor enige opschudding zorgde in Heerlen en op een enkele school zelfs verboden werd.
Wim Claessen was vanaf 1971 betrokken bij de organisatie van Pinkpop. Hij was onder meer voorzitter vanaf 1973 tot 1985.
Hij was in 1984 de oprichter en directeur van Boulevard of Broken Dreams. In 1987 splitste deze organisatie zich in de Parade en het Theaterfestival Boulevard; Claessen bleef directeur van het laatste. Hij nam in 2002 afscheid als directeur, maar bleef inhoudelijk nog wel betrokken.
In 2005 startte Claessen met het internationale circusfestival Circo Circolo (later Festival Circolo). De eerste jaren vond het festival plaats op Landgoed Velder, later verhuisde het festival naar Tilburg.
Claessen was interim-directeur van Paradox van 2007 tot 2008.
Op 22 oktober 2010 kreeg Claessen op Landgoed Velder tijdens de opening van Circo Circolo de Franse onderscheiding Chevalier de l'Ordre des Arts et des Lettres opgespeld. Die erkenning en eer werd Claessen toebedeeld vanwege zijn verdienste voor het circus, met name voor Franse circus-theatergroepen.
Op 25 november 2004 kreeg Claessen een koninklijke onderscheiding als Officier in de Orde van Oranje-Nassau.